# Inflatie-obligatie
Een inflatie-obligatie, ook wel inflatiegerelateerde obligatie of in het Engels inflation linked bond genoemd, kortweg linker, is een obligatie waarvan zowel de coupons als de hoofdsom gekoppeld zijn aan een inflatie-index. Doordat de hoofdsom en coupons worden verhoogd bij een stijgende inflatie, bieden inflatie-obligaties direct bescherming tegen geldontwaarding.

## Inflatie-indexering
Bij inflatie-obligaties wordt meestal de hoofdsom geïndexeerd op basis van een inflatie-index en wordt de coupon vervolgens berekend volgens een vast reëel rentepercentage. Deze methode wordt kapitaalindexatie genoemd. Het is ook mogelijk dat de hoofdsom gelijk blijft en de couponbetalingen worden geïndexeerd. Deze methode noemen we coupon-indexatie.
Normale obligaties zijn gevoelig voor bewegingen van de nominale rente en inflatie-obligaties voor de reële rente (nominale rente minus inflatie). De waarde van inflatie-obligaties fluctueert dus op basis van bewegingen van de reële rente. Hoewel de reële rente minder beweeglijk is dan de nominale rente, blijft dit een risico waar beleggers rekening mee moeten houden.

### Deflatierisico
Inflatie-obligaties bieden beperkte bescherming in tijden van deflatie. De meeste inflatie-obligaties beschikken over een zogenaamde deflation floor. Desalniettemin blijft het risico van deflatie aanwezig. De enige garantie die een deflation-floor biedt is dat de oorspronkelijke nominale waarde (hoofdsom) wordt terugbetaald. Eerder opgebouwde inflatie-indexatie is dus niet beschermd tegen deflatie of de dreiging hiervan.

### Regionale spreiding
Doordat inflatie-obligaties niet door alle landen worden uitgegeven, is de regionale spreiding minder divers dan bij Europese kredietwaardige staatsobligaties. In Europa worden deze obligaties vrijwel alleen uitgegeven door Frankrijk, Duitsland, Italië en Spanje.

### Diversificatie
Door de inflatie-indexatie zijn inflatie-obligaties alleen gevoelig voor reële rentebewegingen, terwijl staatsobligaties juist gevoelig zijn voor de nominale rente. Hierdoor reageren ze anders op bepaalde marktomstandigheden, waardoor diversificatie voordelen optreden. Inflatie-obligaties onderscheiden zich dus ten opzichte van andere beleggingscategorieën. De koersbeweeglijkheid (volatiliteit) van een 10-jarige inflatie-obligatie is vergelijkbaar met die van een 4 tot 5-jarige staatsobligatie.